# Palacio de Congresos (paseo de la Castellana)
El Palacio de Congresos del paseo de la Castellana de Madrid, España, fue inaugurado el 1 de junio de 1970 por el príncipe de España, Juan Carlos de Borbón y Borbón. Está adscrito al Ministerio de Industria, Comercio y Turismo.
Se encuentra en el paseo de la Castellana, número 99, en la manzana formada con la avenida del General Perón, la calle del Poeta Joan Maragall y la plaza de Manolete. En sus inmediaciones se encuentran el Estadio Santiago Bernabéu y la zona financiera de AZCA.
Sus instalaciones, a excepción del aparcamiento subterráneo, se encuentran cerradas desde el 21 de diciembre de 2012. Su cierre, programado inicialmente para tres meses, fue motivado para adecuar sus instancias a la normativa de seguridad vigente. Después de doce años cerrado, en enero de 2024 comenzaron las obras de rehabilitación para convertirlo en la sede de la Organización Mundial del Turismo, con apertura prevista para mediados de 2025.

## Características
Cuenta con una superficie total de casi 40 000 m² y está destinado a la realización de gran diversidad de eventos. Se construyó a partir de un concurso del Ministerio de Información y Turismo convocado en 1964. El edificio se terminó en 1970 por el arquitecto Pablo Pintado y Riba.
La fachada de la avenida del General Perón presenta un gran mural de azulejería, obra del ceramista Llorens Artigas, según diseño original de Joan Miró, que se colocó en 1980.

## Dotación

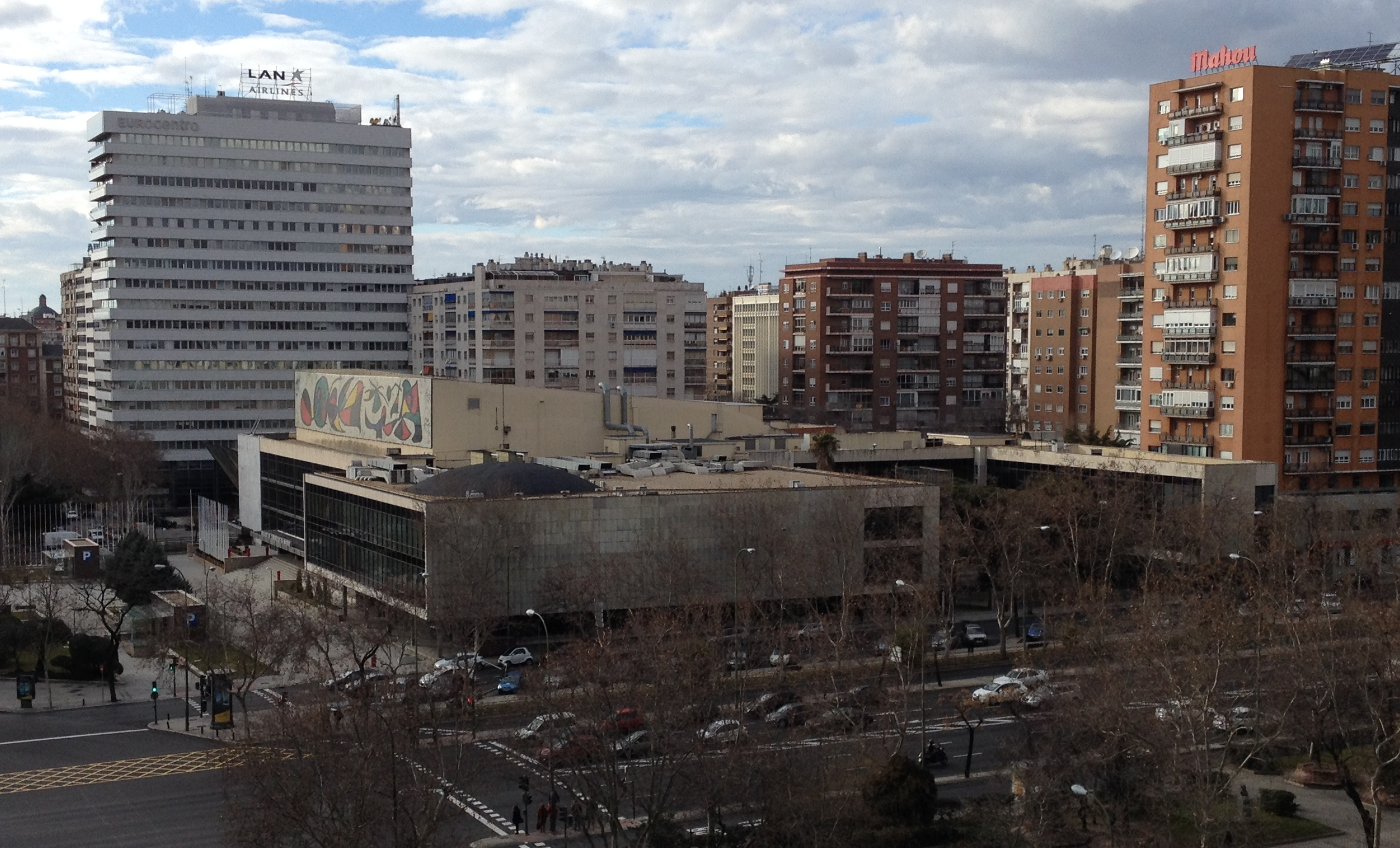
Vista del palacio de Congresos desde el estadio Santiago Bernabéu

Cuenta de un Auditorio con patio de butacas para hasta 995 plazas, y anfiteatro para 914. Además dispone de diversas salas:
- Sala Unesco hasta 400 personas.
- Salas Goya, 2, 7, 8 y Privados hasta unas 200 personas.
- Salas Europa, Anticcis y VIP’s hasta unas 150 personas.
- Sala 9 hasta 100 personas y Sala 9 bis hasta 70 personas.
- Seis despachos con 11 salas para entre 1 y 30 personas.

## Historia
El 25 de noviembre de 1972 acogió el primer Festival de la OTI.
En los ejercicios de 1972 y 1973 sus cafeterías, restaurantes y salones de eventos fueron gestionados por la red de paradores nacionales de turismo.
Durante las temporadas 1971-1972, 1972-1973 y 1973-1974 fue sede de los conciertos de abono de la Orquesta Sinfónica de RTVE. 
Entre el 11 de noviembre de 1981 y el 9 de septiembre de 1983 se celebró la Conferencia sobre la Seguridad y la Cooperación en Europa auspiciada por la OSCE.
Durante la Copa Mundial de Fútbol de 1982 fue centro de prensa. A tal efecto se construyó una pasarela que conectaba el Palacio por encima del Paseo de la Castellana para conectarlo con el Estadio Santiago Bernabéu. Dicha pasarela fue desmantelada tras el mundial de fútbol y una parte fue instalada como puente para peatones en la A-3 de Madrid uniendo Moratalaz con Villa de Vallecas y otra parte sobre la carretera de Colmenar (M-607) entre el Hospital Ramón y Cajal y el barrio de La Paz.
El 15 de marzo de 1995 sufrió un incendio que destruyó la zona norte. La policía científica anunció el mes siguiente que el incendio había sido provocado.
Clausura como palacio de congresos: viernes 21 de diciembre de 2012.